# Норбери (община)
Община Норбери (на шведски: Norbergs kommun) е разположена в лен Вестманланд, централна Швеция с обща площ 450 km2 и население 5608 души (към 31 декември 2013). Административен център на община Норбери е едноименния град Норбери.